# 音樂出沒：Let's Play Together 演唱會
《音樂出沒：Let's Play Together 演唱會》（英語：Music Chukmood: Let's Play Together Concert）是香港女歌手姚焯菲（Chantel）、鍾柔美（Yumi）及詹天文（Windy）於2024年7月19日及7月20日假旺角麥花臣場館舉行的演唱會，由星傳文化娛樂以及創科媒體合辦，並與三人所屬的唱片公司愛爆音樂合作製作。

## 背景、票務及製作

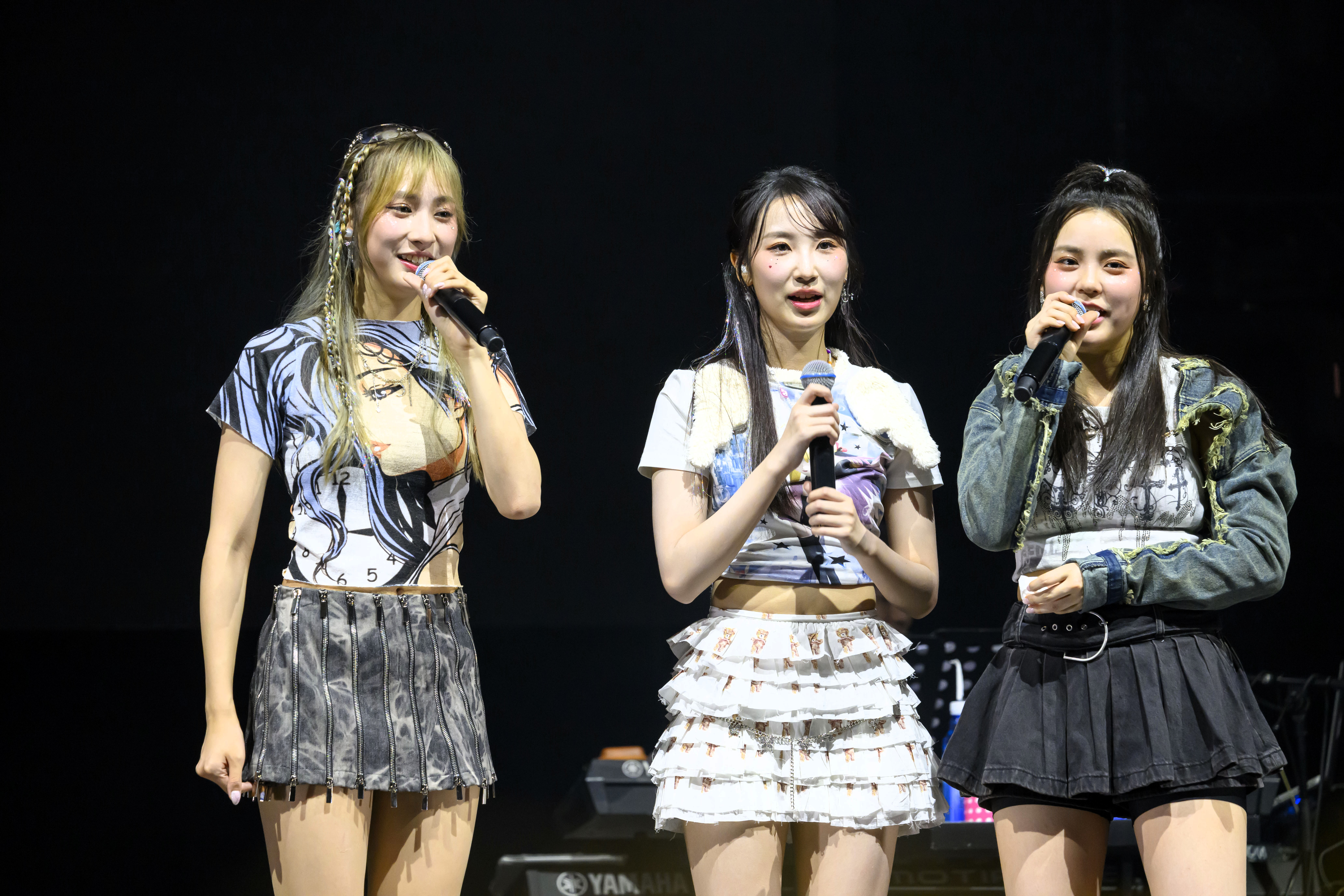
2024年7月19日，（左起）鍾柔美、詹天文及姚焯菲於首場演唱會

香港女歌手姚焯菲（Chantel）、鍾柔美（Yumi）及詹天文（Windy）是2021年無綫電視歌唱選秀節目《聲夢傳奇》第一季最年輕的三名參賽者，其後她們成為無綫電視附屬唱片公司TVB Music Group旗下音樂廠牌愛爆音樂的歌手，並與另一參賽者炎明熹組成四人女團After Class。
2024年5月18日，詹天文在出席於將軍澳新都城中心二期商場舉行的「世界無煙日2024暨無煙跑服日啟動禮」活動時，已透露將於同年7月與姚焯菲及鍾柔美合體舉辦演唱會。 6月8日，鍾柔美及詹天文於香港海洋公園怡慶坊出席《新城唱好海洋公園音樂會：周禮茂作品展》演出後，亦確認正籌備於7月與姚焯菲合體舉行演唱會，並透露將會演唱多首跳唱快歌。另外，由於是次演唱會只得After Class其中三名成員參演，故有指是次演唱會乃該組合的解散演出，但遭姚焯菲、鍾柔美及詹天文三人的經理人否認。 6月18日，演唱會主辦單位星傳文化娛樂及創科媒體宣布演唱會定名為《音樂出沒：Let's Play Together 演唱會》，舉辦時間則訂於7月20日晚上8時15分，主辦單位亦宣布門票自即日起公開發售，票價分為港幣880元及680元，並於當日售罄。 是次演唱會亦為以「音樂出沒」名義舉行的第二次演唱會，首次為於同年5月18日假香港海洋公園怡慶坊舉辦的《音樂出沒：First Jump 演唱會》，演出歌手包括同為《聲夢傳奇》第一季參賽者的歌手張馳豪、林智樂及潘靜文。
2024年6月27日，演唱會主辦單位舉辦記者會，由藝人森美擔任主持，並由鍾柔美及詹天文宣布將於7月19日加開一場演唱會，加場門票乃於6月28日起發售。在記者會上，二人致電了當時仍身處紐西蘭留學的姚焯菲以詢問其近況及得知演唱會加場的心情，並表示姚、鍾及詹三人將會為演唱會推出合唱新歌。 時任無綫電視助理總經理（藝員管理及發展）樂易玲亦有出席記者會，並於致辭時提醒鍾、詹二人不要忘本。樂氏言論一出，傳媒普遍認為所指對象為盛傳不與無綫電視續約的歌手兼After Class成員炎明熹。
2024年7月7日，姚焯菲、鍾柔美、詹天文出席了於將軍澳新都城中心二期商場舉行的演唱會簽唱會，樂易玲亦有現身支持。除為歌迷在演唱會海報簽署外，三人分別於簽唱會上演唱各自主唱的單曲《Dreamscape》、《Crack!》及《大雕刻家》。

## 演出編排

### 選曲概述
是次演唱會以翻唱歌曲為主，演出編排中只有8首歌曲是由姚焯菲、鍾柔美及詹天文三人主唱或合唱。選曲風格以流行舞曲或帶輕快曲風的歌曲為主，而姚焯菲及詹天文主唱的慢歌兼二人各自的出道單曲《原來談戀愛是這麼一回事》及《沒有你的新學期》均沒有選唱。此外，曲目中亦沒有包括三人所屬女子組合After Class推出的兩首團歌《要為今日回憶》及《Not Givin' Up》。不過，演唱會曲目仍頗多元化，也是一些她們欣賞的歌手或組合的作品，遍及歐美、韓國、臺灣及香港。 既有《聲夢傳奇》第一季比賽時曾用以參賽的經典香港粵語流行曲，如陳慧嫻《跳舞街》，亦有一些韓國女子組合推出的大熱韓語歌曲，如ILLIT《Magnetic》，更包括了一些於2020年代推出的香港粵語流行曲，例如岑寧兒《風的形狀》（2021年）、另一香港女子組合Lolly Talk的出道單曲《三分甜》（2022年）、洪嘉豪《黑玻璃》（2024年），以及Kiri T《至少做一件離譜的事》（2024年）。

### 曲目
兩場演唱會演出編排略有分別。 本列表只列出2024年7月20日第二場演唱會演出編排。
| 演出次序 | 歌手                   | 曲目                                               | 備註 | 參考          |
| -------- | ---------------------- | -------------------------------------------------- | --- | ------------- |
| 第一節   |                        |                                                    | |               |
| 1        | 姚焯菲、鍾柔美、詹天文 | 陳慧琳《失憶周末》                                 | | [ 25 ] [ 26 ] |
| 2        | 姚焯菲                 | 姚焯菲《這個姿態》                                 | | [ 25 ] [ 26 ] |
| 3        | 鍾柔美                 | 鍾柔美《y2k還襯我麼？》                            | | [ 25 ] [ 26 ] |
| 4        | 詹天文                 | 詹天文《大雕刻家》                                 | | [ 25 ] [ 26 ] |
| 5        | 姚焯菲、鍾柔美、詹天文 | 鄭秀文《螢光粉紅》                                 | | [ 25 ] [ 26 ] |
| 6        | 姚焯菲                 | 姚焯菲《Dreamscape》                               | | [ 25 ] [ 26 ] |
| 7        | 鍾柔美                 | 鍾柔美《Breakin' My Heart》                        | 鍾柔美出道單曲 | [ 25 ] [ 26 ] |
| 8        | 姚焯菲、鍾柔美、詹天文 | ILLIT《Magnetic》                                  | | [ 25 ] [ 26 ] |
| 9        | 姚焯菲、鍾柔美、詹天文 | BABYMONSTER《SHEESH》                              | | [ 25 ] [ 26 ] |
| 10       | 姚焯菲、鍾柔美、詹天文 | Lolly Talk《三分甜》                               | | [ 25 ] [ 26 ] |
| 第二節   |                        |                                                    | |               |
| 11       | 姚焯菲、鍾柔美         | Tyson Yoshi《LosE tO yOu》                         | 演唱歌曲前，姚焯菲以電子琴獨奏、鍾柔美則以色士風獨奏歌曲前奏部分                                                                                       | [ 26 ]        |
| 12       | 詹天文                 | 詹天文《麻煩彈開》                                 | | [ 26 ]        |
| 13       | 姚焯菲                 | 莎布麗娜·卡賓特《Read Your Mind》                  | | [ 26 ]        |
| 14       | 鍾柔美                 | 鍾柔美《Crack!》                                   | | [ 26 ]        |
| 15       | 姚焯菲、鍾柔美、詹天文 | 洪嘉豪《黑玻璃》                                   | | [ 26 ]        |
| 第三節   |                        |                                                    | |               |
| 16       | 姚焯菲、鍾柔美、詹天文 | 陳慧嫻《跳舞街》                                   | 鍾柔美參加《聲夢傳奇》時曾與另一參賽者文凱婷合唱此曲；其後鍾、文二人再於2021年8月舉辦的《聲·夢飛行 First Live On Stage》演唱會上，與詹天文合唱三人版本 | [ 26 ] [ 27 ] |
| 17       | 姚焯菲、鍾柔美、詹天文 | 張國榮《H2O》                                      | | [ 26 ] [ 27 ] |
| 18       | 姚焯菲、鍾柔美、詹天文 | 鄭秀文《Chotto等等》                               | 姚焯菲在《聲夢傳奇》決賽的參賽歌曲；After Class四名成員曾於組合成團前在2021年8月舉辦的《聲·夢飛行 First Live On Stage》演唱會上合唱此曲                | [ 26 ] [ 27 ] |
| 19       | 姚焯菲、鍾柔美、詹天文 | 草蜢、關淑怡、劉小慧、湯寶如《熱力節拍Wou Bom Ba》 | | [ 26 ] [ 27 ] |
| 20       | 姚焯菲、鍾柔美、詹天文 | 郭富城《Para Para Sakura》                         | | [ 26 ] [ 27 ] |
| 21       | 姚焯菲、鍾柔美、詹天文 | 古天樂《今期流行》                                 | | [ 26 ] [ 27 ] |
| 第四節   |                        |                                                    | |               |
| 22       | 詹天文                 | 岑寧兒《風的形狀》                                 | 演唱歌曲前，詹天文以長笛獨奏歌曲前奏部分 | [ 26 ]        |
| 23       | 詹天文                 | 周杰倫《擱淺》                                     | | [ 26 ]        |
| 24       | 鍾柔美                 | Kiri T《至少做一件離譜的事》                       | | [ 26 ]        |
| 25       | 姚焯菲、鍾柔美、詹天文 | 鍾舒漫《給自己的信》                               | 詹天文指出此歌能反映她們的心聲 | [ 26 ]        |
| Encore   |                        |                                                    | |               |
| 26       | 姚焯菲、鍾柔美、詹天文 | 連詩雅《到此為止》                                 | 三人曾在《聲夢傳奇》播映前的「第一次召集」宣傳片中合唱此歌，具紀念意義；7月19日首場演唱會最後曲目                                                      | [ 25 ] [ 26 ] |
| 27       | 姚焯菲、鍾柔美、詹天文 | 姚焯菲、鍾柔美、詹天文《CYA》                      | 為是次演唱會而推出、於首場演出舉行前夕發表的新歌；首場演唱會倒數第二曲目                                                                               | [ 25 ] [ 26 ] |

### 聊天環節
在首場演唱會的一個聊天環節中，播放了林智樂的模仿致電聲帶，並指姚焯菲、鍾柔美及詹天文三人本有一個組合名稱，但當林氏說出「Af…」（本指After Class）時，三人立即截停他，並戲稱三人已有一個新組合名稱「KAM」。 「KAM」為香港粵語流行語，乃「尷」字的變音字，讀陽上聲，意指某事或某人言行奇怪或尷尬。 就此組合名稱，三人並按年齡長幼順序表示當中的「K」是代表詹天文、「A」代表姚焯菲、「M」則代表鍾柔美。 其後，林智樂問及三人籌備及排練演唱會是否辛苦，三人則戲仿了2024年7月9日香港升中派位當日三名就讀油蔴地天主教小學（海泓道）的學生接受傳媒訪問並於網絡爆紅的片段，指雖然她們一星期須花五天時間排練演唱會，但對她們來說「辛苦係談唔上嘅」（「辛苦是談不上的」），而且舉行演唱會是她們的「本分」。
將近成年、剛成年的三人亦以成年願望為聊天話題。

## 出席嘉賓
出席觀賞第二場演唱會的嘉賓包括樂易玲、薛家燕、舒文、張佳添，以及一眾《聲夢傳奇》第一季參賽者包括炎明熹、冼靖峰、林君蓮、林智樂、林沚羿及蔡愷穎，其中陷入續約疑雲的After Class成員炎明熹尤為引起關注。

## 圖片集
以下圖片均攝自2024年7月19日首場演唱會。
- （左起）詹天文、姚焯菲、鍾柔美跳唱演出中
- （左起）詹天文、姚焯菲、鍾柔美演唱中
- （左起）姚焯菲、詹天文、鍾柔美跳唱演出中
- 詹天文於演唱岑寧兒《風的形狀》前獨奏長笛

## 外部連結
- 音樂出沒的Instagram帳戶